# Alceste (obra de teatro)

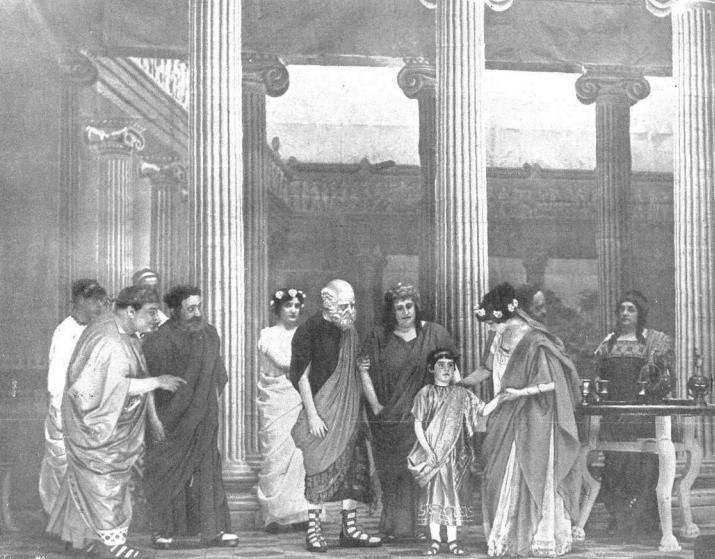
Imagen del estreno en 1914

Alceste es una obra de teatro en tres actos de Benito Pérez Galdós, estrenada en 1914.

## Argumento
Inspirada en el mismo personaje de Alcestis de la mitología griega, la obra recrea su historia. 
El rey Admeto gobierna en Tesalia con responsabilidad y bondad con sus súbditos, a los que ama y desea prevenir de la miseria. Su esposa Alceste es conocedora de la trascendencia de la labor que está realizando Admeto y se muestra dispuesta a sacrificar su vida por salvar la de su marido, bebiendo el veneno que le lleva a la muerte. Hércules, conmovido por tal sacrificio, intercede ante los dioses para que la reina regrese al mundo de los vivos.

## Estreno
El 21 de abril de 1914 en el Teatro de la Princesa de Madrid.
- Intérpretes: María Guerrero (Alceste), Pedro Codina (Admeto), Emilio Thuillier (Hércules), Fernando Díaz de Mendoza, Elena Salvador, Ernesto Vilches, Alfredo Cirera, Emilio Mesejo, Felipe Carsi, Luis Medrano.